# Kazimierz Szternal
Kazimierz Szternal ps. „Zryw” (ur. 4 marca 1907 w Sękowej, zm. 6 maja 1981 w Chicago) – pułkownik Wojska Polskiego, szef sztabu pułku „Baszta”, powstaniec warszawski, cichociemny. Awansowany przez władze emigracyjne w 1970 do stopnia pułkownika.

## Życiorys
Po ukończeniu w 1931 roku Szkoły Podchorążych Piechoty służył w 16 pułku piechoty oraz w Centralnej Szkole Podoficerów KOP. We wrześniu 1939 był dowódcą kompanii przeciwpancernej w 135 pułku piechoty w rejonie Ossowa. Brał udział w bitwie pod Kockiem. Uciekł z niewoli niemieckiej. Przedostał się przez Węgry do Francji. Brał udział w bitwie o Narwik, jako dowódca kompanii w 2 półbrygadzie Samodzielnej Brygady Strzelców Podhalańskich.
Jesienią 1940 roku podjął ucieczkę jachtem z Francji do Gibraltaru. Ujęty i osadzony w ciężkim obozie internowanych Miranda del Ebro w Hiszpanii. Od 17 lutego 1943 r. w Wielkiej Brytanii.

## Cichociemny
Zgłosił się do służby w Kraju, przeszkolony w dywersji, zaprzysiężony na rotę AK, przydzielony do Oddziału VI (Specjalnego) Sztabu Naczelnego Wodza. Zrzucony do okupowanej Polski w nocy z 30 kwietnia na 1 maja 1944 roku, w operacji lotniczej „Weller 16", na placówkę odbiorczą „Klosz”, w rejonie Grójca. Razem z nim skoczyli: kpt. Franciszek Cieplik ps. Hatrak, por. Kazimierz Osuchowski ps. Rosomak, rtm. Jan Kanty Skrochowski ps. Ostroga.
Po aklimatyzacji do realiów okupacyjnych 18 maja 1944 roku przydzielony jako oficer operacyjny oraz szef sztabu Zgrupowania Pułku Baszta.

## Powstanie warszawskie
Od wybuchu powstania szef sztabu, od 25 września (do kapitulacji) krótko dowódca Zgrupowania Pułku Baszta. 1 sierpnia 1944 roku pułk liczył 2200 żołnierzy i był jedynym oddziałem w południowej Warszawie, w tak zwanej „niemieckiej dzielnicy mieszkaniowej”, który nie uległ rozsypce i utrzymał zajęty teren. Od 1 sierpnia 1944 roku aż do momentu kapitulacji 27 września 1944 roku – 44 oddziały Baszty walczyły w powstaniu warszawskim na Górnym Mokotowie i Dolnym Mokotowie (Sielce, Czerniaków, Sadyba).
27 września 1944 roku, wobec przewagi sił niemieckich, braku broni i amunicji podjął decyzję o kapitulacji dzielnicy Mokotów. Razem z mjr. Eugeniuszem Ladenbergerem uczestniczył w rozmowach nt. kapitulacji z niemieckim generałem SS i zbrodniarzem wojennym Erichem von dem Bach-Zelewskim. Odmówił podjęcia się misji przekonania KG AK do zakończenia powstania.
Od pierwszej dekady października wraz z żołnierzami pułku Baszta w niemieckiej niewoli, początkowo w obozie jenieckim Stalag X B Sandbostel, następnie w Oflagu VII A Murnau.

## Po wojnie
Od 22 czerwca 1945 r. w Wielkiej Brytanii. W 1946 r. ukończył ostatni VI Kurs Wyższej Szkoły Wojennej. W 1957 został awansowany do stopnia podpułkownika dyplomowanego piechoty. 25 lipca 1970 r. awansowany do stopnia piłkownika.
W 1947 r. współzałożyciel Studium Polski Podziemnej, pracował w nim jako archiwista. W lutym 1951 r. wraz z żoną wyemigrował do Stanów Zjednoczonych. Osiadł w Chicago, gdzie działał czynnie wśród tamtejszej Polonii m.in. jako prezes okręgu Koła AK oraz działacz Kongresu Polonii Amerykańskiej.

## Awanse
- podporucznik – 15 sierpnia 1931 r.
- porucznik – 1934 r.
- kapitan – 19 marca 1939 r.
- major – ze starszeństwem z dniem 1 kwietnia 1944 r.
- podpułkownik – ze starszeństwem z dniem 15 sierpnia 1956 r.
- pułkownik – 25 lipca 1970 r.

## Ordery i odznaczenia
- Krzyż Srebrny Orderu Wojennego Virtuti Militari nr 11504[2]
- Krzyż Komandorski Orderu Odrodzenia Polski
- Krzyż Kawalerski Orderu Odrodzenia Polski (8 kwietnia 1963, za zasługi na polu pracy niepodległościowej i społecznej)[3]
- Krzyż Walecznych – dwukrotnie
- Złoty Krzyż Zasługi z Mieczami
- Medal za Odwagę w Sprawie Wolności – Wielka Brytania